# 秋田市マイタウン・バス
秋田市マイタウン・バス（あきたしマイタウン・バス）は、秋田県秋田市が運行するコミュニティバス。市郊外部で不採算路線となり撤退した一般路線バスの廃止代替バスとして、市民の移動手段確保のため、民間バス事業者やタクシー事業者へ委託して運行している。

## 概要
2025年5月27日現在、以下の5路線が運行されている。
1. 東部線（上北手、太平木曽石地区）
2. 西部線（浜田、豊岩、下浜地区）
3. 南部線（河辺、雄和地域）
4. 北部線（金足、下新城、上新城、外旭川笹岡地区）

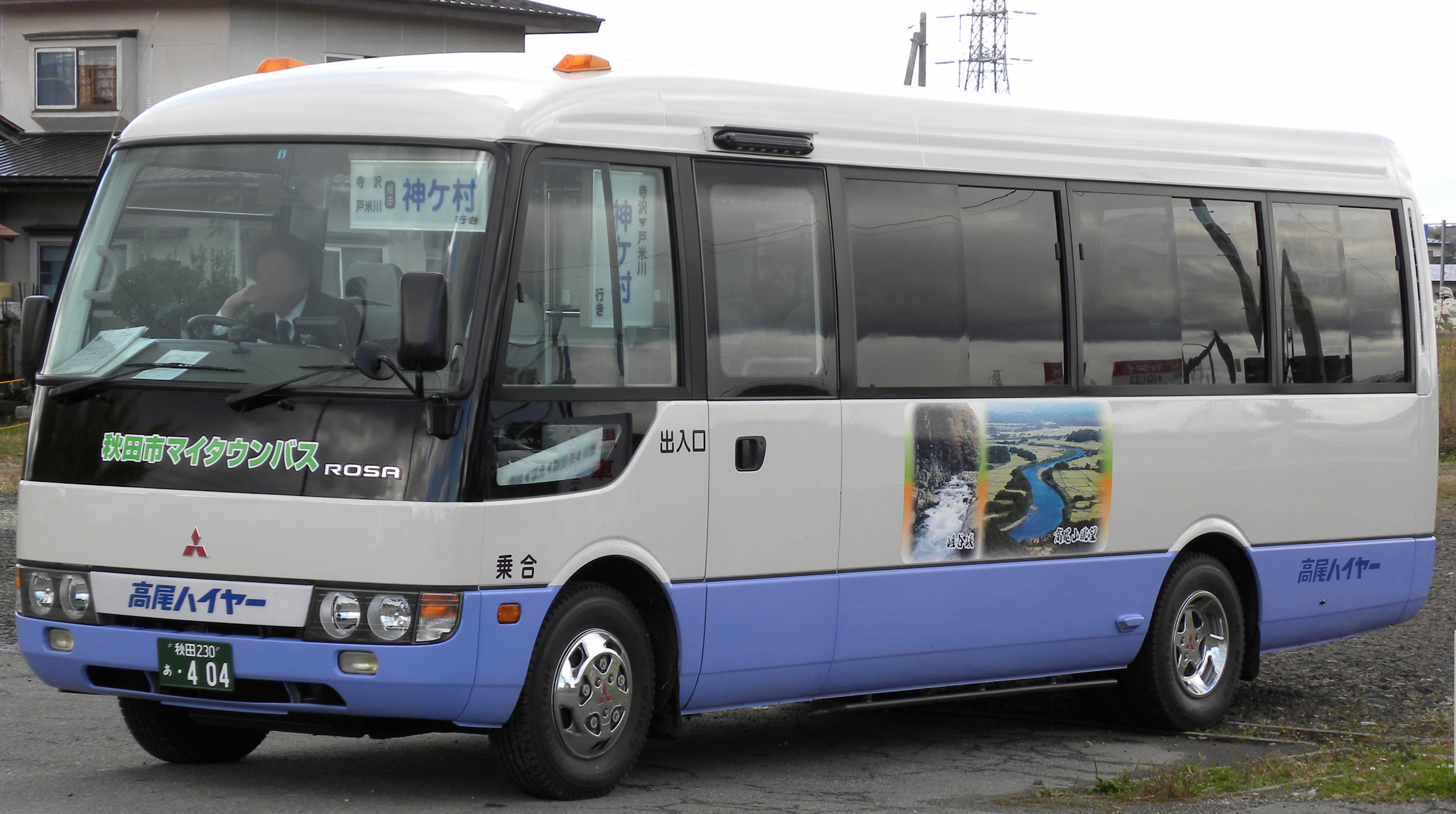
秋田市マイタウン・バスの車両の一例
高尾ハイヤーが受託する南部線・雄和地域の車両

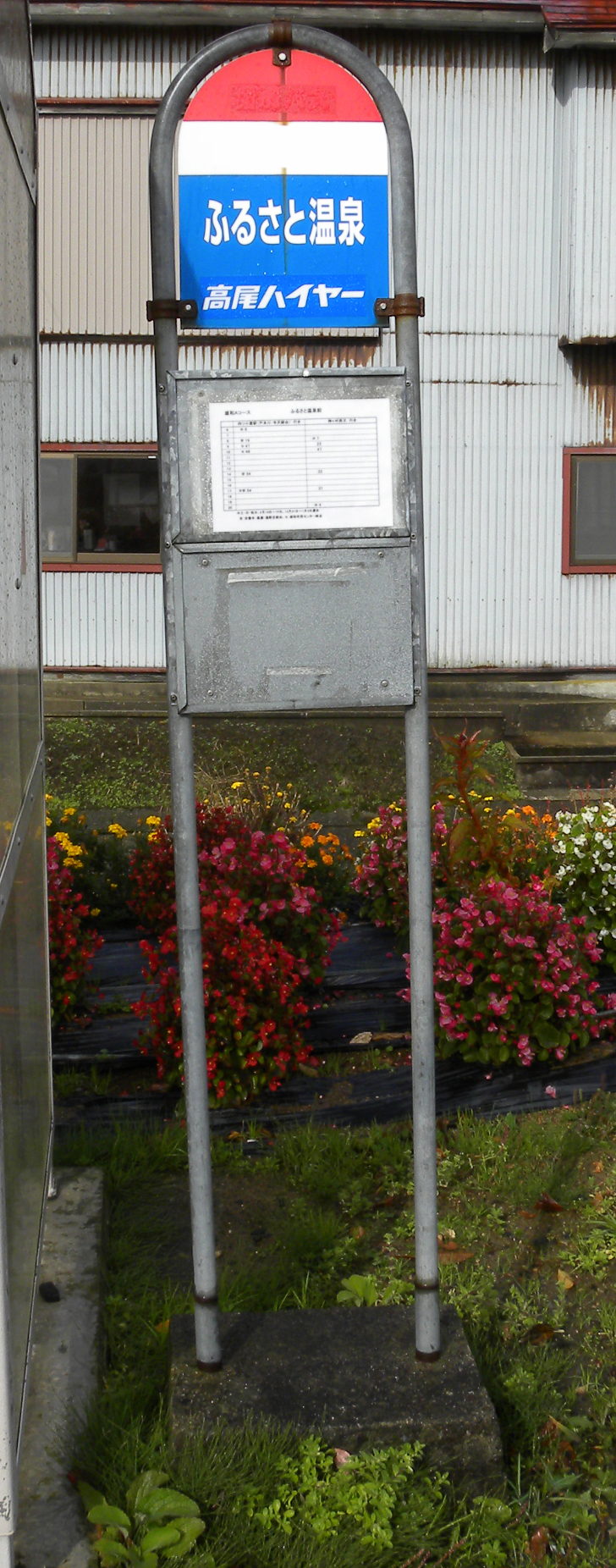
秋田市マイタウン・バスのバス停留所
高尾ハイヤーが受託する南部線

5. 下北手線（下北手地区）

### 運行事業者
- 秋田中央トランスポート（秋田営業所） - 西部線、東部線（上北手コース、中北手コース）を受託
- 高尾ハイヤー - 南部線を受託
- キングタクシー - 北部線を受託
- 国際タクシー - 東部線（木曽石コース）、下北手線を受託

#### かつての運行事業者
- あさひ自動車 - 東部線（木曽石コース）、下北手線を受託…2023年6月1日に参入。2025年5月8日現在、同社の事情（同日午後に、同社の事業停止のためと変更された）により運行休止[2]。

## 沿革
- 2007年10月1日 - 秋田中央トランスポートが西部線の受託を開始し、秋田市マイタウン・バスの事業を開始。
- 2008年4月1日 - キングタクシーが北部線の受託を開始し、路線事業参入。
- 2009年10月1日 - 高尾ハイヤーが南部線の受託を開始し、路線事業参入。
- 2022年3月26日 - 各路線にAkiCAを導入開始。
- 2022年10月1日 - 各路線にシニアアキカを導入開始。
- 2023年6月1日 - 東部線木曽石コースおよび下北手線の運行事業者を、秋田中央トランスポートからあさひ自動車に変更。
- 2025年5月8日 - あさひ自動車の事業停止に伴い、東部線木曽石コースおよび下北手線の運行を休止。
- 2023年5月27日 - 東部線木曽石コースおよび下北手線の運行事業者をあさひ自動車から国際タクシーに変更し、運行再開。

## 現行路線
全路線で交通系ICカード「AkiCA」を利用出来るほか、秋田中央トランスポートが受託する路線では、秋田中央交通発行の回数乗車券（AkiCAサービス開始に伴い、新規販売終了済）も利用できる。ただし、車内チャージが不可であるほか、AkiCA定期券には非対応となっているため、紙式の定期券の発行となる。

### 東部線
当初は、秋田中央トランスポートがすべて受託していたが、2023年6月1日以降、木曽石コースについてはあさひ自動車に変更されていた。2025年5月8日の同社の事業停止に伴い、同年5月27日より国際タクシーに変更される。
- 上北手コース（日赤病院 - 古野回転地 - アマノ前）[注釈 1]

百崎方面（百崎 - 日赤病院）
- 中北手コース（日赤病院 - 大平台三丁目 - 上小山田）[注釈 2]
  - 予約があれば、一部の便を除き、県営南ケ丘団地前を経由することも可能。
- 木曽石コース（八田上町 - 木曽石）[注釈 3]

2010年4月1日より、秋田中央トランスポート（秋田営業所）が東部線の運行も受託している。定時運行型のダイヤ設定だが、ジャンボタクシーを使用していた。
2021年10月1日以降、上北手コース及び中北手コースに予約制が導入された。問い合わせ先は秋田中央トランスポート秋田営業所だが、予約電話番号は同社茨島本店に併設されているスカイアクセス（秋田空港への専用タクシー）の予約電話番号と同一である。一般のタクシー車両が運用される場合がある。
2023年6月1日以降、運行会社変更に合わせて木曽石コースに予約制が導入された。問い合わせ先及び予約は、あさひ自動車が運営するあさひタクシーの配車専用番号と共通。あさひ自動車では、原則一般のタクシー車両を運用していた。
木曽石コースについては、令和7年5月8日のあさひ自動車の事業停止に伴い、同年5月26日まで運行休止されたが、同年5月27日より国際タクシーにより運行再開（予約は、同年5月23日より受付）。問い合わせ先及び予約は、国際タクシーの配車専用番号と共通。国際タクシーでは、原則一般のタクシー車両を運用する。

### 西部線
- 豊岩線→豊岩コース（西部SC - 新屋鳥木町 - 新屋高校入口 - 豊岩小学校前 - 小山入口 - 石崎 - 八田上丁）新屋高校前経由もある
湯野目経由豊岩コース（西部SC - 新屋鳥木町 - 新屋高校入口 - 豊岩小学校前 - 小山入口 - 湯野目 - 八田上丁）
小山回転地終点豊岩コース（西部SC → 新屋鳥木町 → 新屋高校入口 → 豊岩小学校前 → 小山入口 → 小山回転地）
- 下浜線→下浜コース（西部SC - 境川 - 羽川 - 名ヶ沢）羽川発着もある
浜田線経由下浜線→浜田経由下浜コース（西部SC - 浜田回転地 - 羽川 - 名ヶ沢）羽川発着もある
- 浜田線→浜田コース（西部SC - 大森山公園西入口 - 浜田小学校前 - 浜田回転地）

秋田中央トランスポート（秋田営業所）が受託。公募により「豊浜ふれあい号」の愛称が付され、車体にも表記がある。
車両は、親会社の秋田中央交通と同じ路線仕様のものを社名などの表記を変えたのみで使用する。後に、秋田中央交通秋田東営業所でかつて導入された小型車と同タイプの車両も同色で新規に導入している。
2020年10月より、豊岩線を豊岩コース、下浜線を下浜コース、浜田線を浜田コースへ、それぞれ改称。
2023年4月より、豊岩中学校及び下浜中学校の廃校に伴うスクールバスの役割を兼ねるため、豊岩コースと下浜コースの一部便を、西部SCから西中学校前まで延伸。

### 下北手線
当初は、秋田中央トランスポートが受託していたが、2023年6月1日以降は受託会社があさひ自動車に変更されるも、2025年5月8日の同社の事業停止に伴い、同年5月27日より国際タクシーに変更された。
- 大学病院前 - 谷内佐渡中丁[注釈 4] - 松崎  - 谷崎入口 - 宝川上丁

2019年10月1日より運行開始された路線。秋田中央交通の松崎団地線や太平線などとの重複区間のみの乗降はできない。
2023年6月1日以降、運行会社変更に合わせて予約制が導入された。問い合わせ先及び予約は、あさひ自動車が運営するあさひタクシーの配車専用番号と共通。あさひ自動車では、原則一般のタクシー車両で運用していた。
令和7年5月8日のあさひ自動車の事業停止に伴い、同年5月26日まで運行休止中となっていたが、同年5月27日より国際タクシーにより運行再開（予約は、同年5月23日より受付）。問い合わせ先及び予約は、国際タクシーの配車専用番号と共通。国際タクシーでは、原則一般のタクシー車両を運用する。

### 北部線
- 上新城コース
- 下新城コース
- 金足コース
- 外旭川笹岡循環コース

キングタクシーが受託。2008年3月31日をもって廃止された秋田市北部の一般路線バスの廃止代替交通として、翌4月1日より北部線を運行開始した。予約制の乗合タクシーである。
秋田厚生医療センターおよび飯島北回転地（または、秋田市北部市民サービスセンター）を乗継場所としてバスで移動し、そこからは予約制の乗合ジャンボタクシーで、廃止バス路線を踏襲したルートで運行する。
2022年4月1日より、秋田市立上新城小学校の廃校に伴い、統合先の秋田市立飯島南小学校へのスクールバスの役割を兼ねるため、北部線上新城コースの通学時間帯の一部便を、秋田厚生医療センター前を起終点とせず、至近にある飯島南小とする便が設定された。
泉外旭川駅開業に合わせて、2021年3月13日に外旭川笹岡循環コースが新設（定時運行型だが、一部停留所利用時は予約制）されたが、2023年10月1日より、ジャンボタクシーにより外旭川笹岡循環コースが全停留所で完全予約制となった。2024年10月1日より、ジャンボタクシーから小型タクシーの運用に変更された。

### 南部線
高尾ハイヤーが受託。2009年10月1日より受託運行開始、同社はこの路線の受託により乗合バス事業に参入した。
運行路線は以下の通り。

### 雄和地域
雄和Aコース

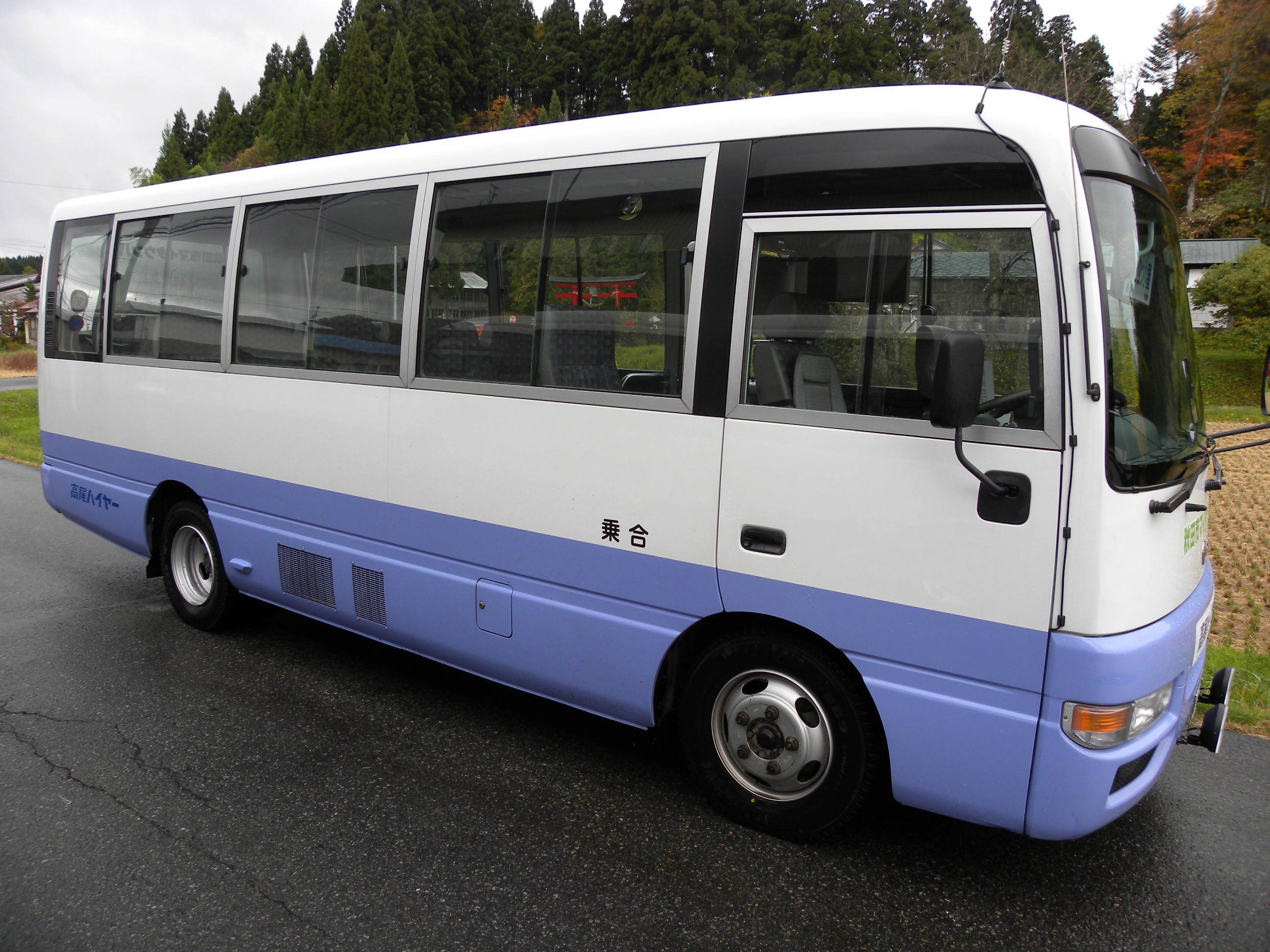
高尾ハイヤーが受託する南部線・雄和地域の車両

- イオンモール秋田回転地 - 四ツ小屋駅 - 寺沢 - 旧川添小学校前 - （安養寺会館前） - 雄和サービスセンター - 旧戸米川小学校 - 大正寺郵便局 - ふるさと温泉 - 神ケ村西ノ又

一部は、イオンモール秋田回転地から日赤病院前または秋田県中央地区老人福祉総合エリア(以下、中央シルバーエリア）まで延長する（四ツ小屋駅 - イオンモール秋田 - 延長区間のみの乗降は不可）。
雄和Bコース
- イオンモール秋田回転地 - 四ツ小屋駅 - 芝野下丁 - 旧川添小学校前 - 雄和サービスセンター - （藤森） - 旧種平小学校 - 大正寺郵便局 - 命ケ沢 - 中ノ沢会館

一部は、イオンモール秋田回転地から日赤病院前または中央シルバーエリアまで延長する（四ツ小屋駅 - イオンモール秋田 - 延長区間のみの乗降は不可）。
2025年4月1日より、マイクロバスからジャンボタクシーの運用に変更される。
雄和川添コース
- 雄和サービスセンター - 湯野目回転地 - 旧川添小学校前 - 雄和サービスセンター 
  - 事前予約制で、乗車便の出発1時間前までに高尾ハイヤーまで乗車予約が必要。
  - 2025年4月1日より、ジャンボタクシーから小型タクシーの運用に変更される。

雄和種平コース
- 雄和サービスセンター - 藤森 - 旧種平小学校 - 山王堂下丁- 雄和サービスセンター
  - 事前予約制で、乗車便の出発1時間前までに高尾ハイヤーまで乗車予約が必要。
  - 2025年4月1日より、ジャンボタクシーから小型タクシーの運用に変更される。

### 河辺地域
河辺Aコース
- イオンモール秋田回転地 - 和田駅前 - 岩見三内

一部は、イオンモール秋田回転地から日赤病院前または中央シルバーエリアまで延長する（延長区間のみの乗下車は不可）。また、岩見三内から岩見温泉間を延長する便もある。
河辺Bコース
- 岩見三内 - 鵜養殿渕 - 岩見ダム入口 - ユフォーレ- 岩見三内
  - 事前予約制で、乗車便の出発1時間前までに高尾ハイヤーまで乗車予約が必要。
  - 始発地ないしは終点あるいは双方を岩見温泉まで延長している便もあり。
  - 2025年4月1日より、ジャンボタクシーから小型タクシーの運用に変更される。

河辺Cコース
- 畑ノ沢 - 黒沼上 - 和田駅前
  - Bコースと同じく、事前予約制で、乗車便の出発1時間前までに高尾ハイヤーまで乗車予約が必要。
  - 2025年4月1日より、ジャンボタクシーから小型タクシーの運用に変更される。

## 廃止路線

### 笹岡線
キングタクシーが受託していた。2011年3月31日をもって廃止された、秋田中央交通の一般路線「神田土崎線」の笹岡経由系統について、神田 - 笹岡 - 組合病院（現：秋田厚生医療センター）部分を、翌4月1日より定時定路線の「秋田市マイタウン・バス笹岡線」として運行開始した。秋田中央交通の廃止代替バスという経緯から、笹岡線では当路線専用の回数券のほか、秋田中央交通発行の回数券などが利用可能とされていた。
笹岡線は2021年3月13日より、北部線の「外旭川笹岡循環コース」に再編され、泉外旭川駅の外旭川側（外旭川駅前広場）を起点とする循環路線となった。定時路線ながら、一部停留所での乗降に限り事前予約が必要となった。